# Meineckia nguruensis
Meineckia nguruensis är en emblikaväxtart som först beskrevs av Radcl.-sm., och fick sitt nu gällande namn av Jean F.Brunel. Meineckia nguruensis ingår i släktet Meineckia och familjen emblikaväxter. IUCN kategoriserar arten globalt som sårbar. Inga underarter finns listade i Catalogue of Life.